# Les Bayards
Les Bayards is een voormalige gemeente in het Zwitserse kanton Neuchâtel, en maakt deel uit van het district Val-de-Travers.
Les Bayards telt 370 inwoners.

## Geboren
- Jonas de Gélieu (1740-1827), predikant
- Salomé de Gélieu (1742-1820), gouvernante aan Europese vorstenhoven, zus van Jonas
- Esther de Gélieu (1757-1817), gouvernante aan Europese vorstenhoven, zus van Jonas

- Gemeinsame Normdatei: 7615506-7
- Historisch woordenboek van Zwitserland: 002872
- Virtual International Authority File: 247424662
- WorldCat: E39PBJvxtbGhvDKxDW7hyXhCQq